# Salvador Farfán
Salvador Farfán (22 de junho de 1932) é um ex-futebolista mexicano que competiu na Copa do Mundo FIFA de 1962.